# Detestation
Detestation is het eerste studioalbum van de Japanse hardcore-punk/heavymetalband GISM.
Het werd in 1984 uitgebracht op 12 inch-elpee door het Japanse platenlabel Dogma Records. Het ging vergezeld van een poster waarop de band poseert met de tekst "Punks is Hippies" eronder.
Het album wordt al jarenlang beschouwd als een verzamelobject, aangezien het in een beperkte oplage geperst is. Op veilingsites zoals eBay wordt het zo nu en dan verkocht voor minimaal 180 euro. In 1992 werd de elpee officieel, gelimiteerd, heruitgebracht door het label Beast Arts op cd met drie bonusnummers.
De elpee is vele malen illegaal als bootleg verschenen. Er bestaan onder andere versies in gekleurd vinyl. Zelfs deze varianten worden soms voor veel geld verkocht.

## Bezetting
- Shigehisa "Sakevi" Yokoyama (zanger)
- Randy Uchida (gitaar)
- Kiichi Takahashi (bassist)
- Ironfist Tatsushima (drums)

## Tracklist
1. Endless Blockades for the Pussyfooter - 03:47
2. Death Agonies and Screams - 01:54
3. A.B.C. Weapons - 01:17
4. Nih Nightmare - 03:19
5. Document One - 02:52
6. (Tear Their) Syphillitic Vaginas to Pieces - 01:52
7. Nuclear Armed Hogs - 04:06
8. Anthem - 01:13